# Собор Святых Михаила и Георгия (Олдершот)
Собор Святых Михаила и Георгия (англ. Cathedral Church of St Michael and St George) — католический собор в Олдершоте, Гэмпшир, Англия. Первоначально предполагалось, что это будет главная церковь для англиканских армейских капелланов, но с 1973 года является кафедрой католического епископа Военного ординариата Великобритании.

## История
Церковь была спроектирована в 1892 году в стиле ранней английской неоготики Ингерсом Беллом и Астоном Уэббом. Поскольку здание изначально предназначалось для англиканских капелланов британской армии, первый камень в фундамент был заложен королевой Викторией 27 июня 1892 года. Мастерок и молоток, которые она использовала во время церемонии, выставлены в западном портике собора. Церковь была освящена 7 октября 1893 года во имя святого Георгия преподобным Энтони Торольд, епископом Уинчестера, в присутствии королевы Виктории и других членов королевской семьи.

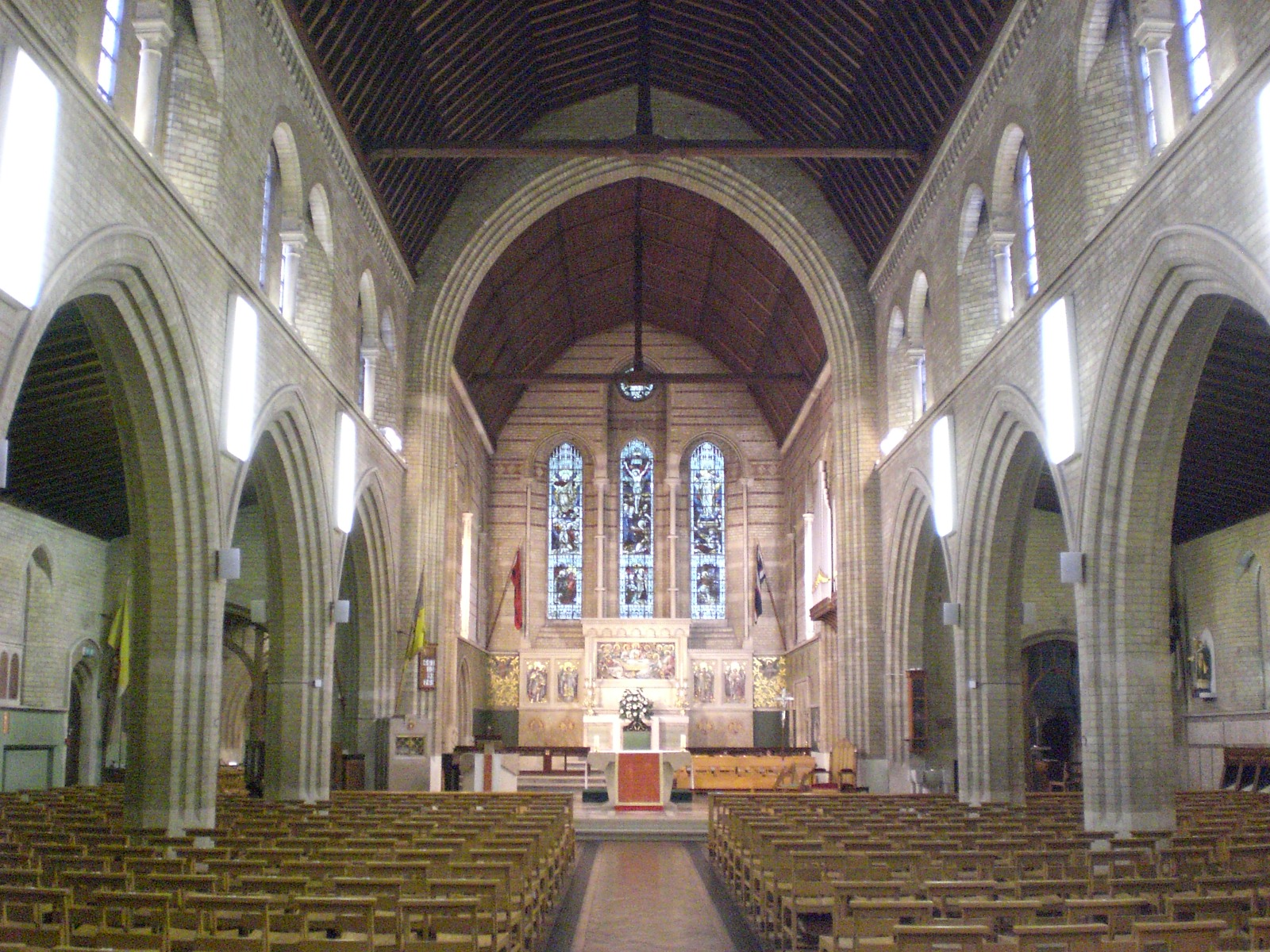
Неф

В то время католики совершали богослужения в церкви Святых Михаила и Себастьяна, возведённой в 1855 году напротив госпиталя Луизы Маргариты. Эта церковь представляла собой большое деревянное здание, внешне мало отличавшееся от амбар; неф был заполнен витражами.
К началу 1970-х годов англиканские капелланы перестали использовать собор Святого Георгия, поскольку у Церкви Англии в этом районе были две малоиспользуемые церкви, в то время как число солдат-католиков увеличивалось. Так, в 1973 году собор стал резиденцией католического епископа Военного ординариата и был посвящён святым Михаилу и Георгию. Деревянная церковь Святых Михаила и Себастьяна превратилась в армейский склад и сгорела в 1983 году.